# كراع الغميم
كرَاع الغميم موضع بناحية الحجاز بين مكة والمدينة، وهو واد أمام عسفان بثمانية أميال. وتبعد نحو ستين كم عن مكة المكرمة.

## الموقع
تقع في محافظة الجموم، بين الجموم وعسفان، بالقرب من قرية الشامية.

## التاريخ
وذكر ابن سعد أَنه حِين نزل رَسُول الله صَلَّى اللهُ عَلَيْهِ وَسَلَّمَ عسفان بعث أَبَا بكر مَعَ عشرَة فوارس لتسمع بهم قُرَيْش فيذعرهم، فَأتوا كرَاع الغميم وَلم يلْقوا كيدا. قَالَ الزرقانى: «وَيُمكن الْجمع بِأَنَّهُ بعثهما ثمَّ بعث أَبَا بكر فِي الْعشْرَة، أَو عَكسه».